# Schermhavikskruid
Schermhavikskruid (Hieracium umbellatum) is een in België en Nederland vrij algemeen voorkomende plant uit de composietenfamilie (Asteraceae). De soortaanduiding umbellatum betekent scherm.
Regionale Nederlandstalige namen zijn konijnblad en paard-bloem.

## Botanische beschrijving
De stengels worden 10–120 cm hoog en zijn vrijwel alleen bovenin vertakt. Ze zijn slechts spaarzaam behaard.
De grondstandige bladeren zijn tijdens de bloei meestal niet aanwezig. Meestal zijn er meer dan vijftien stengelbladeren aanwezig, die smal en weinig getand zijn.
Doordat de stengels bovenin vertakt zijn, staan de bloemhoofdjes in een op een scherm gelijkende bloeiwijze, waaraan de plant haar naam dankt. De bloemhoofdjes kunnen ook in twee kransen staan. De onderste en middelste omwindselblaadjes van de bloemhoofdjes zijn aan de top afstaand en iets teruggebogen. De bloemhoofdjes zijn 2–3 cm breed. Ze bloeien van juli tot in de herfst. Kieming vindt plaats in het voorjaar.

## Ecologie
De plant komt op grote delen van het noordelijk halfrond voor. Ze groeit op zandige (heide) gronden, in duinen en op rotsige plaatsen in matig vochtige tot droge, oligotrofe, zure, humeuze grond. In Nederland en België komt ze vrij algemeen voor op zandgronden. Het is een plant van de klasse van heischrale graslanden.
De plant wordt onder meer bestoven door de bleekvlekwespbij (Nomada alboguttata). Ze is drachtplant voor onder meer de Lepidoptera-soorten Autographa gamma, Cochylis dubitana, Cucullia lucifuga, Cucullia umbratica, Diacrisia sannio, Eupithecia centaureata, Hecatera bicolorata, Hellinsia didactylites, Lemonia dumi, Melanchra persicariae, Noctua pronuba, Oxyptilus chrysodactyla, Polia bombycina en Rhyparia purpurata.

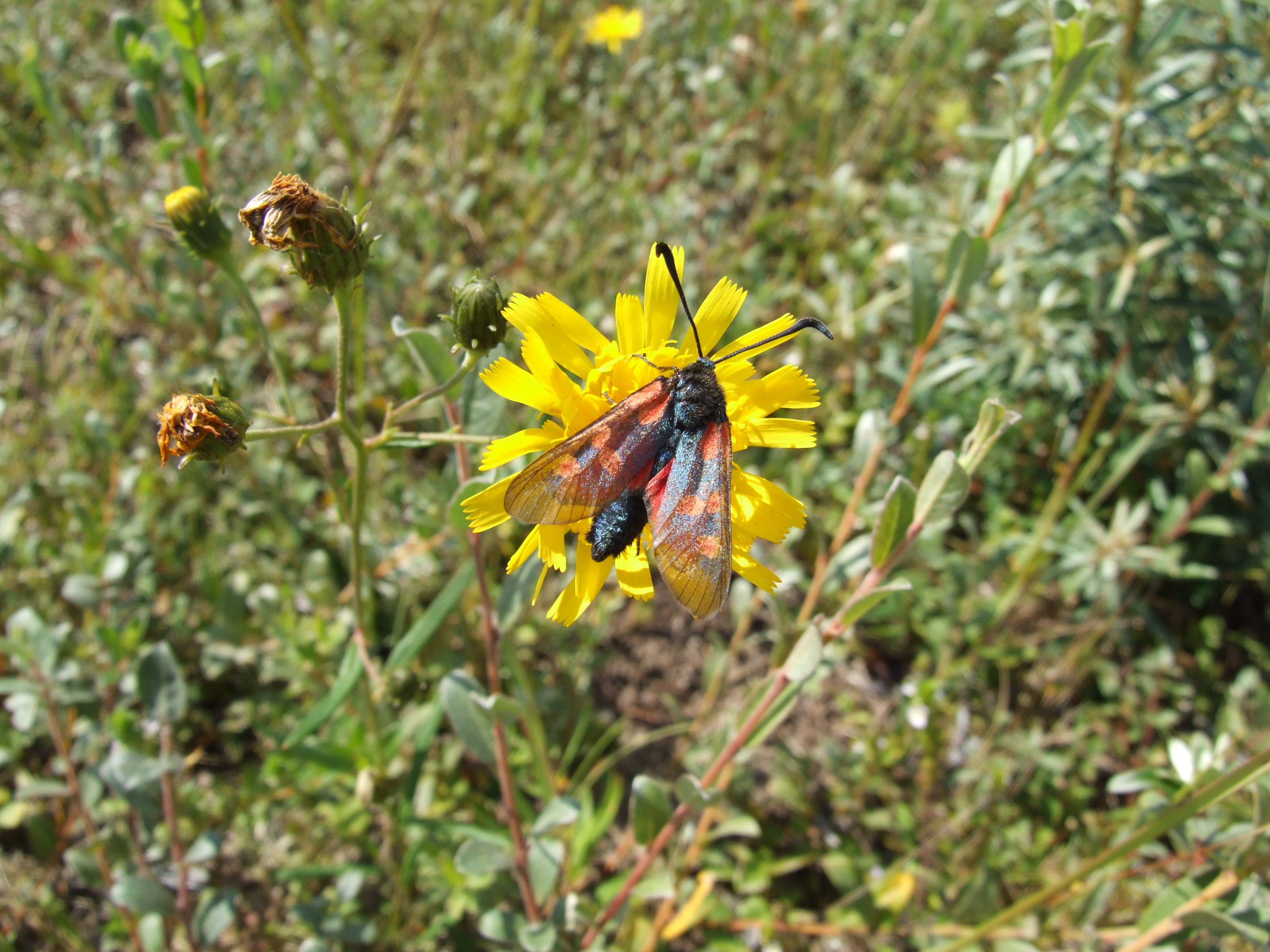

### Syntaxonomie

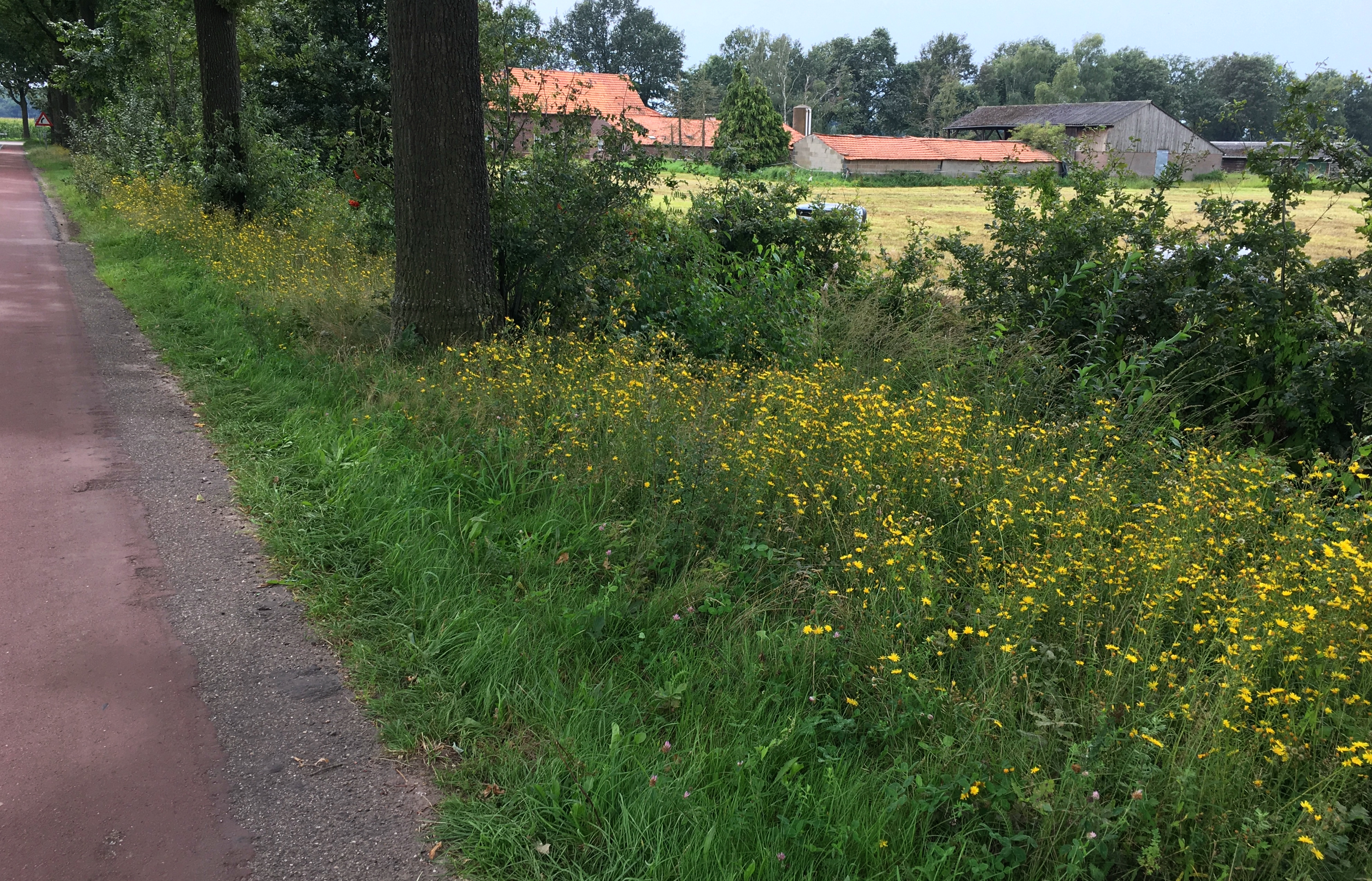
Schermhavikskruid in zoomvegetatie van het verbond van gladde witbol en havikskruiden.

Schermhavikskruid is een indicatorsoort voor struisgrasvegetatie (ha) subtype Struisgraslanden, een karteringseenheid in de Biologische Waarderingskaart (BWK) van Vlaanderen en het Brussels Hoofdstedelijk Gewest.
Volgens Westhoff en Hanneke den Held komt de plant voor in het verbond Quercion robori-petreae.